# Меникелли, Эдоардо
Эдоардо Меникелли (итал. Edoardo Menichelli; род. 14 октября 1939, Сан-Северино-Марке, королевство Италия) — итальянский кардинал. Архиепископ Кьети-Васто с 10 июня 1994 по 8 января 2004. Архиепископ Анкона-Озимо с 8 января 2004 по 14 июля 2017. Кардинал-священник с титулом церкви Сакри-Куори-ди-Джезу-э-Мария-а-Тор-Фьоренца с 14 февраля 2015.